# Leek (Groningen)
Leek este o comună și o localitate în provincia Groningen, Țările de Jos. 

## Localități componente
Enumatil, Leek, Lettelbert, Midwolde, Oostwold, Tolbert, Zevenhuizen.